# Малое Кухто
Малое Кухто — пресноводное озеро на территории Кестеньгского сельского поселения Лоухского района Республики Карелии.

## Общие сведения
Площадь озера — 2 км², площадь водосборного бассейна — 31,9 км². Располагается на высоте 124,2 метров над уровнем моря.
Форма озера треугольная, продолговатая: оно более чем на два километра вытянуто с запада на восток. Берега изрезанные, каменисто-песчаные, преимущественно возвышенные.
Из юго-восточной оконечности озера вытекает река Сяргийоки, впадающая в Тикшеозеро, через которое протекает река Лопская. Лопская впадает в озеро Пажма, являющееся частью Ковдозера. Через последнее протекает река Ковда, впадающая, в свою очередь, в Белое море.
Ближе к восточному берегу озера расположен один относительно крупный (по масштабам водоёма) остров без названия.
С востока к озеру подходит автозимник.
Населённые пункты вблизи водоёма отсутствуют.
Код объекта в государственном водном реестре — 02020000611102000001600.